# Stinson L-5 Sentinel
Lo Stinson L-5 Sentinel era un aereo da collegamento e ricognizione aerea monomotore e monoplano ad ala alta sviluppato dall'azienda aeronautica statunitense Stinson Aircraft Corporation nei primi anni quaranta e impiegato principalmente dall'United States Army Air Forces, la componente aerea della US Army, durante la seconda guerra mondiale.
Derivato del modello civile Stinson 105 Voyager, era tra gli "L-aircraft" L-2, L-3 e L-4 il maggiore come massa e dimensioni.

## Storia del progetto
Nel 1941 l'United States Army richiese alla Stinson una fornitura di 6 esemplari del 105 Voyager per una valutazione sulla sua conversione ad uso militare ai quali venne assegnata la designazione YO-54. Gli esemplari forniti vennero valutati nel 1942 ed i risultati vennero considerati in linea con le specifiche richieste. Dopo averne richiesto una serie di modifiche minori, ne seguì un ordine di 275 esemplari, destinati alla ricognizione, osservazione e collegamento. Le allora convenzioni lo identificarono come O-62 ma la nuova convenzione entrata in vigore nell'aprile 1942 lo ridesignò L-5, sigla con la quale è più noto. Presto seguì un altro ordine di ben 1 456 unità, una considerevole entità rapportato al tipo di velivolo.

## Tecnica
Strutturalmente si trattava di un velivolo trasporto e collegamento leggero, semplice, economico, abbastanza piccolo e con ala alta controventata, mentre la struttura era mista metallica-legno-tela.
La decisione di riservare le leghe leggere alla produzione di aerei da combattimento ebbe come risultato la riprogettazione del velivolo con ali e piani di coda in legno, mentre la fusoliera conservò la struttura di tubi in acciaio saldati. L'abitacolo aveva due posti in tandem al posto dei tre precedenti, la fusoliera venne abbassata per migliorare la visibilità posteriore e vennero aggiunti pannelli trasparenti sul soffitto al posto dell'ala in metallo. Le superfici di sostentamento sia del bordo d'entrata che d'uscita erano invece mantenute, mentre venne aumentata di quasi due volte l'escursione degli ammortizzatori oleopneumatici delle ruote del carrello principale, che era fisso.
La versione chiamata L-5C venne costruita in 200 esemplari, con una serie di piccole migliorie, come ad esempio la macchina fotografica K-20. Non bastassero questi ordinativi, vennero anche requisiti 8 Voyager civili, designati AT-19A, poi L-9A, e altri 12 chiamati AT-19B (L-9B).

## Impiego operativo
Queste macchine, ben più grandi dei "Grasshopper", vennero usate per compiti vari, con un raggio d'azione e autonomia abbastanza apprezzabili per l'aviazione leggera dell'esercito USA.
Alla RAF vennero ceduti 100 esemplari intensamente usati in Birmania con compiti di osservazione, evacuazione sanitaria e collegamento. Vennero soprannominati Sentinel, non sorprendentemente.
Infine i Marines ottennero un totale di 305 esemplari di varie versioni, denominati OY-1.
I Sentinel vennero impiegati anche dopo la guerra, almeno fino a quella di Corea del 1950-53, con buoni risultati.

## Utilizzatori

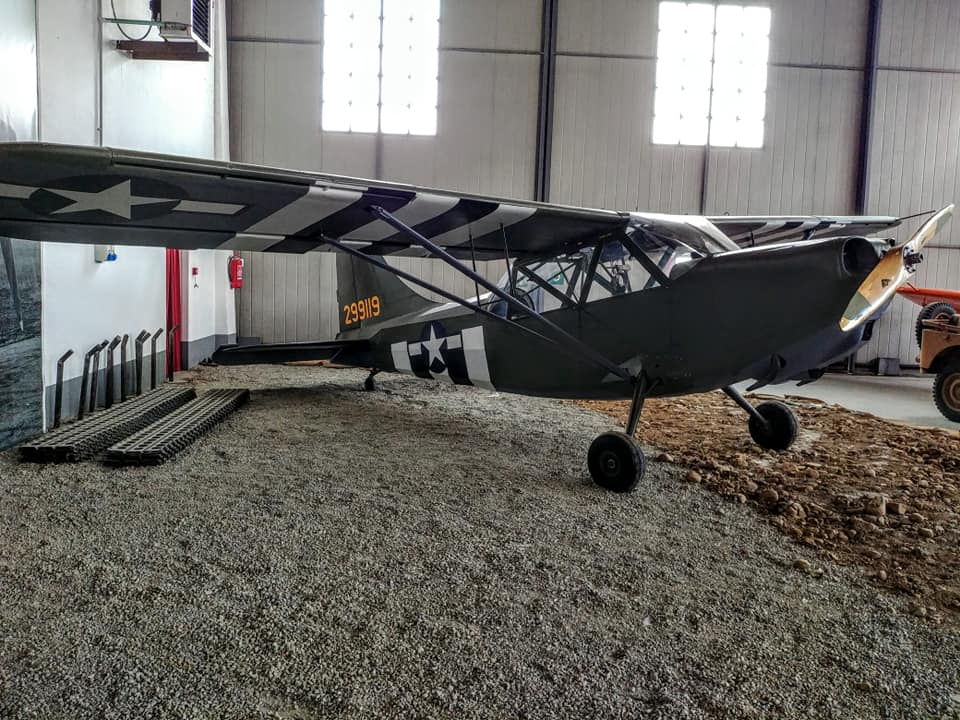
Stinson L-5 Sentinel esposto al Parco e Museo di Volandia.

### Civili
Stati Uniti
- Civil Air Patrol

### Militari
Australia
- Royal Australian Air Force

 Filippine
- Philippine Army Air Corps
- Hukbong Himpapawid ng Pilipinas

 Giappone
- Rikujō Jieitai

39 L-5 in servizio dal 1954 al 1958.
 Italia
- Aeronautica Militare

 Regno Unito
- Royal Air Force

 Stati Uniti
- United States Army Air Forces
- United States Air Force
- United States Marine Corps
- United States Navy